# Oskar Sunnefeldt
Oskar Fredrik Sunnefeldt, född 21 april 1998 i Stensjöns församling i Mölndal, är en svensk handbollsspelare (vänsternia/mittnia). Han utsågs till Årets komet säsongen 2018/2019.

## Klubblagskarriär
Sunnefeldt började spela handboll i IK Sävehof och stannade i klubben till han var 21 år. Det året, 2019, var samma säsong som hans lag IK Sävehof blev svenska mästare. Han blev först proffs i danska SønderjyskE Håndbold men stannade bara ett år innan han gick till tyska storklubben THW Kiel 2020.
I mars 2021 stod det klart att Sunnefeldt skrivit på för tyska SC DHfK Leipzig med start säsongen 2021/2022.

## Landslagskarriär
Sunnefeldt har spelat 37 ungdomslandskamper för Sverige och gjort 155 mål i ungdomslandslaget. 2019 fick han debutera med seniorlandslaget mot Japan. 2021 togs han ut i VM-truppen till Egypten och spelade där sina första mästerskapsmatcher. Han deltog även vid OS i Tokyo 2021.

## Klubblagsmeriter
- Svensk mästare 2019 med IK Sävehof
- Champions League-mästare 2020 med THW Kiel
- Tysk mästare 2021 med THW Kiel

## Individuella utmärkelser
- Årets komet 2019